# Mitaka, Tokyo
Mitaka (三鷹市 (Tam Ưng thị) Mitaka-shi) là một thành phố thuộc ngoại ô Tokyo, Nhật Bản.

## Lịch sử
Thành phố Mitaka được chính thức thành lập ngày 3 tháng 11 năm 1950.

## Địa lý
Mitaka nằm ở vùng Kanto, nằm ngoài 23 khu đặc biệt của Tokyo. Nó giáp các thành phố Musashino ở phía bắc, Chōfu về phía nam và Koganei về phía tây.

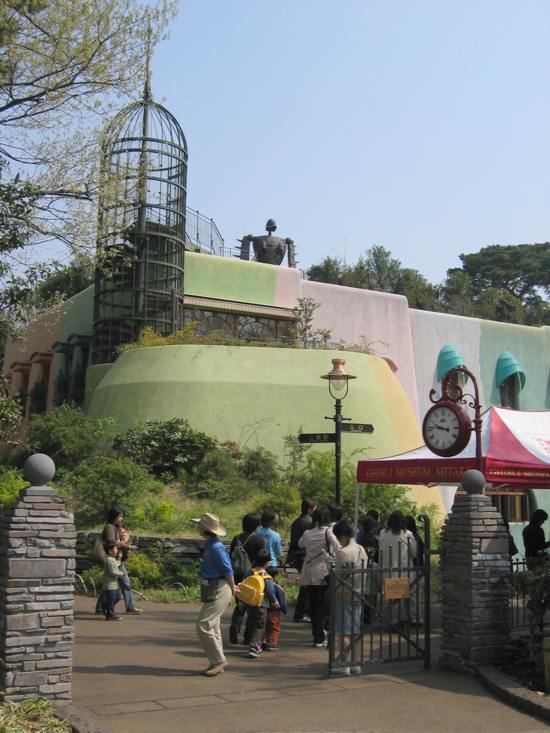
Bảo tàng Ghibli, ở Mitaka, Tokyo

Kênh Tamagawa Josui chạy song song với nhà ga Mitaka, có một vị trí quan trọng trong lịch sử, xây dựng trong 1653. Đây cũng là nơi mà nhà văn Dazai Osamu tự sát năm 1948. Đài quan sát Thiên văn Quốc gia Nhật Bản cũng được đặt tại Mitaka.